# Bradypodion ventrale
Bradypodion ventrale (південний карликовий хамелеон) — вид ігуаноподібних ящірок родини хамелеонових (Chamaeleonidae). Ендемік Південно-Африканської Республіки.

## Поширення і екологія
Південні карликові хамелеони поширені у напівпосушливих районах на південному сході ПАР, інтродуковані популяції існують в Блумфонтейні і Йоганнесбурзі. Зустрічаються в різноманітних природних середовищах, зокрема в саванах і чагарниках.